# 21732 Rumery
21732 Rumery è un asteroide della fascia principale. Scoperto nel 1999, presenta un'orbita caratterizzata da un semiasse maggiore pari a 2,6775537 UA e da un'eccentricità di 0,1164090, inclinata di 4,82326° rispetto all'eclittica.